# Cluentia (Gattin des Statius Albius Oppianicus)
Cluentia war eine dem italischen Geschlecht der Cluentier entstammende, im 1. Jahrhundert v. Chr. lebende Adlige.
Cluentia war die Schwester des Aulus Cluentius Habitus († 88 v. Chr.), eines angesehenen Mannes aus Larinum in Samnium. Sie wurde eine von mehreren Gemahlinnen des römischen Ritters  Statius Albius Oppianicus, der sie laut der Darstellung des Redners Cicero angeblich vergiftete.